# Alysha Koloi
Alysha Koloi (8 de septiembre de 2001) es una deportista australiana que compite en saltos de trampolín. Ganó una medalla de oro en el Campeonato Mundial de Natación de 2024, en la prueba de trampolín 1 m.

## Palmarés internacional
| Campeonato Mundial | Campeonato Mundial | Campeonato Mundial | Campeonato Mundial |
| Año                | Lugar              | Medalla            | Prueba             |
| ------------------ | ------------------ | ------------------ | ------------------ |
| 2024               | Doha (Catar)       | Medalla de oro     | Trampolín 1 m      |